# Henri-Joseph Rigel
Henri-Joseph Rigel, właśc. Heinrich Joseph Riegel (ur. 9 lutego 1741 w Wertheim, zm. 2 maja 1799 w Paryżu) – francuski kompozytor pochodzenia niemieckiego.

## Życiorys
Był synem Georga Caspara Riegela, zarządcy księcia Löwensteina. Uczył się w Stuttgarcie u Niccolò Jommellego oraz przypuszczalnie w Mannheimie u Franza Xavera Richtera. Około 1767 roku osiadł w Paryżu. W latach 1783–1788 pisał kompozycje na potrzeby Concert Spirituel. Zajmował się też działalnością wydawniczą. Uczył solfeżu w École Royale de Chant, a po jej przekształceniu w 1795 roku w Konserwatorium Paryskie został wykładowcą gry fortepianowej.
Był jednym z pierwszych kompozytorów tworzących utwory na fortepian z towarzyszeniem orkiestry. Jego sonaty fortepianowe mają budowę 2- lub 3-częściową. W niektórych wprowadzał w partii fortepianu efekty naśladujące brzmienie orkiestry, m.in. powtarzalne akordy w obu rękach w początkowych i końcowych fragmentach części. Symfonie Rigla mają konstrukcję 3-częściową, o następstwie części szybka–wolna–szybka, bez menueta. Pisał także opery komiczne w typie niemieckiego singspielu, m.in. Le Savetier et le financier (1778), L’Automate (1781), Rosanie (1780), Blanche et Vermeille (1781), Lucas et Babet (1787), Les Amours du Gros-Caillou (1786), Alix de Beaucaire (1791).
Jego synem był kompozytor Henri-Jean Rigel.